# عطر سنگ (سرده)
عطر سنگ (نام علمی: Varthemia) نام یک سرده از تیره کاسنیان است.